# Кабіна екіпажу
Кабіна екіпажу — площа, зазвичай у носовій частині літака або космічного корабля, звідки пілот керує літальним апаратом.

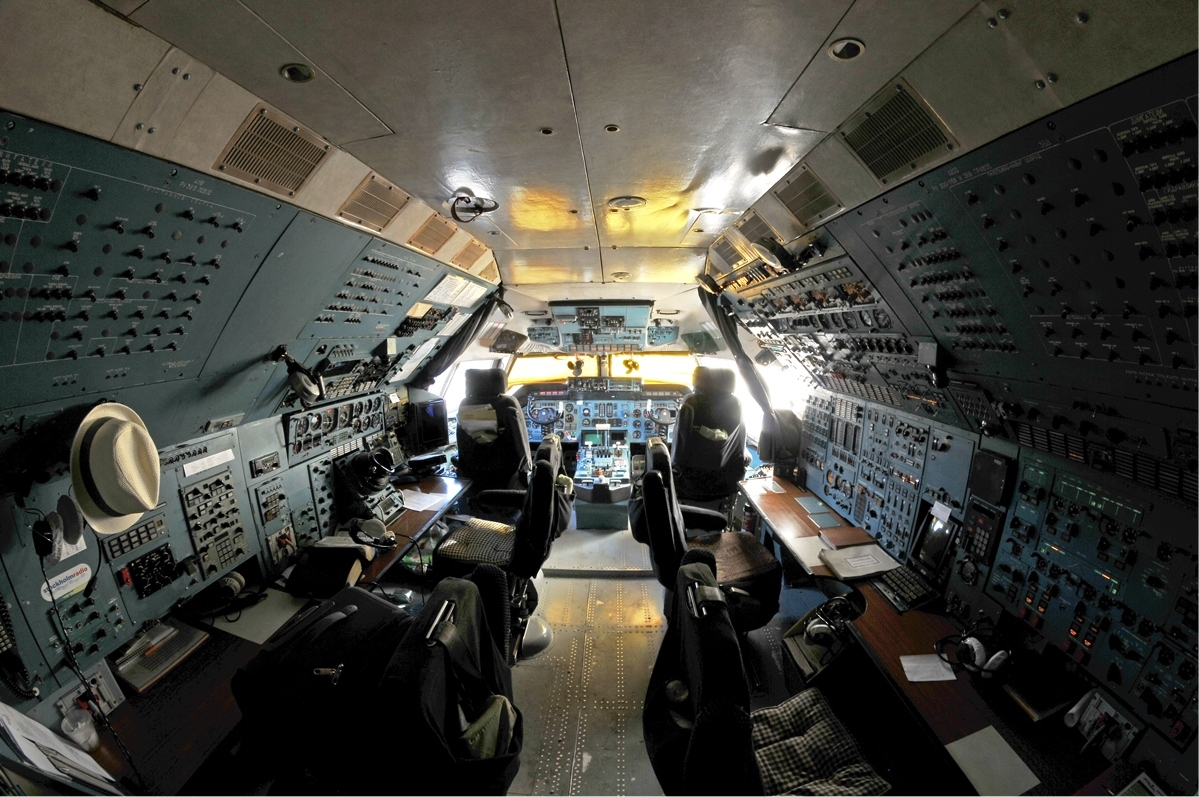
Кабіна Ан-124 «Руслан»

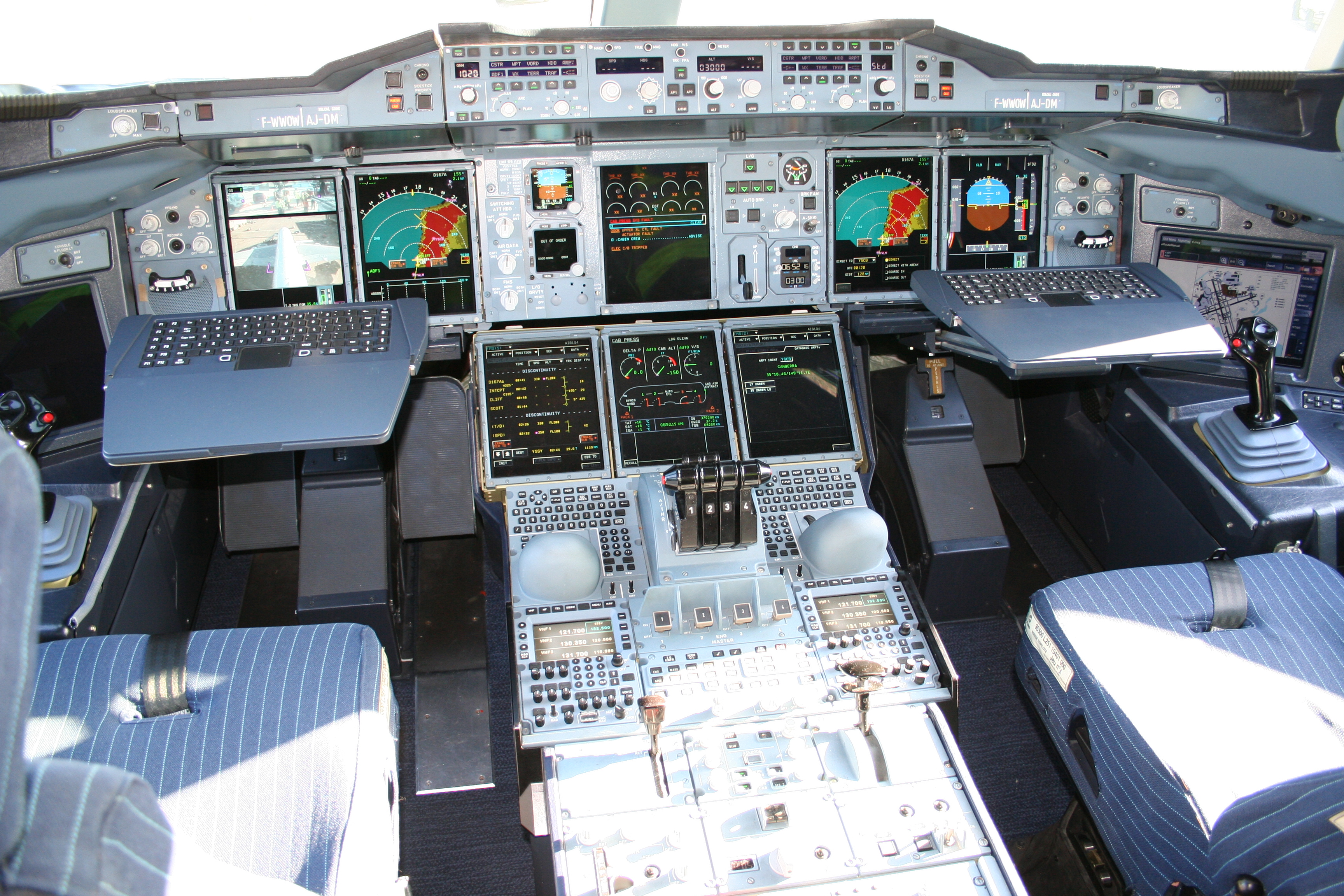
Кабіна A380. Більшість кабін літаків Airbus являють собою дисплей-кабіни, оснащені технологією ЕДСУ.

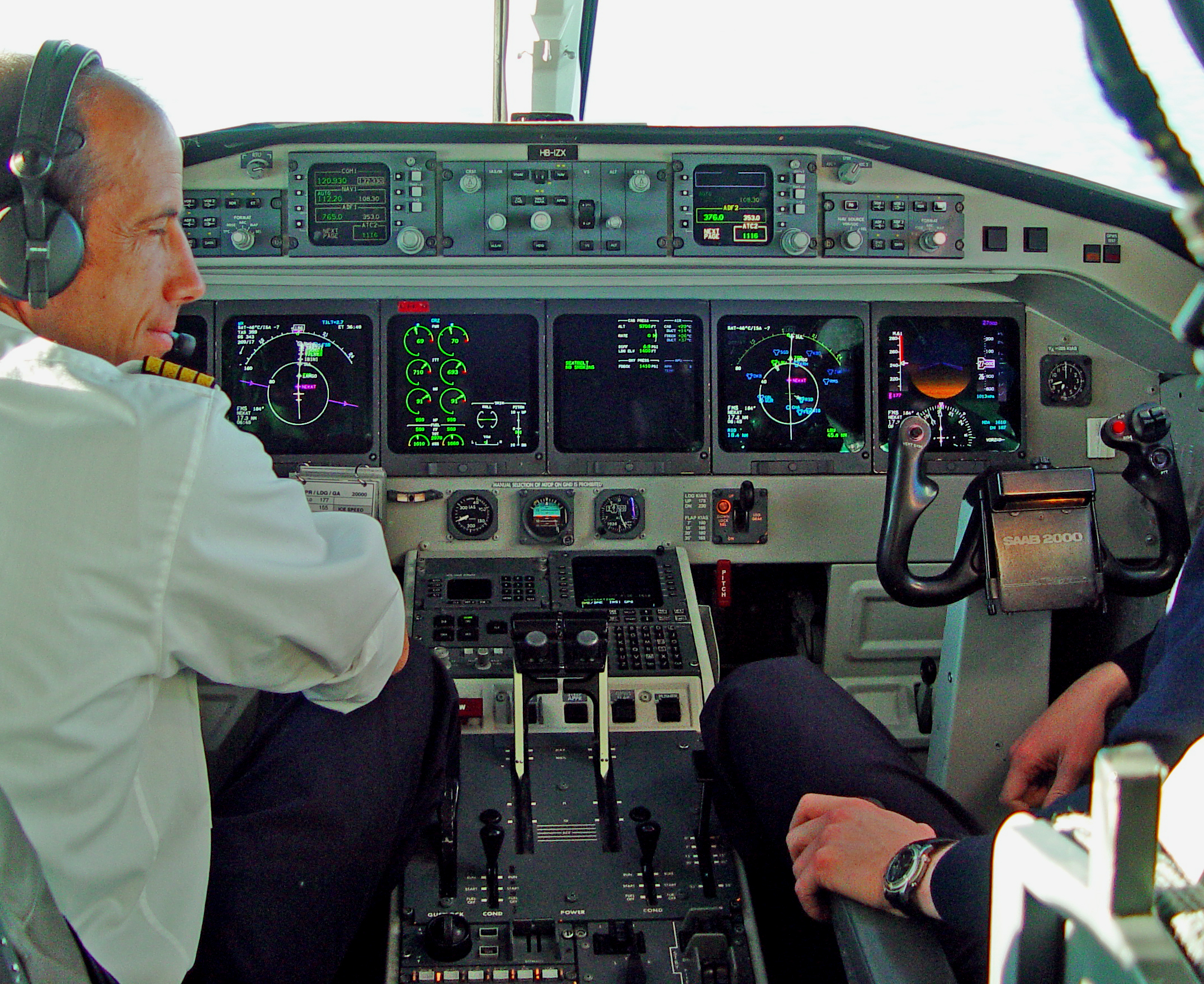
Кабіна швейцарського HB-IZX Saab 2000 під час польоту

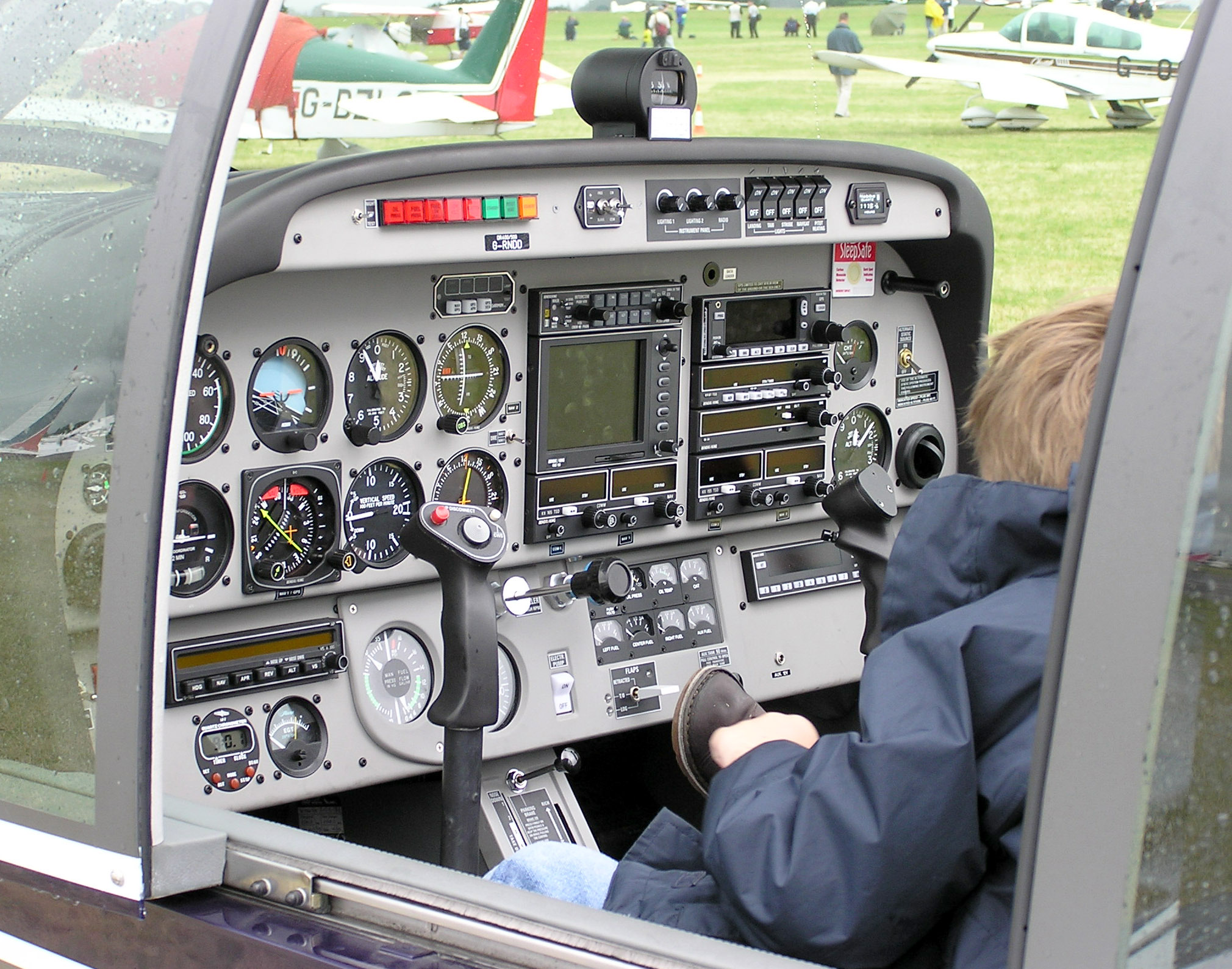
Robin DR400

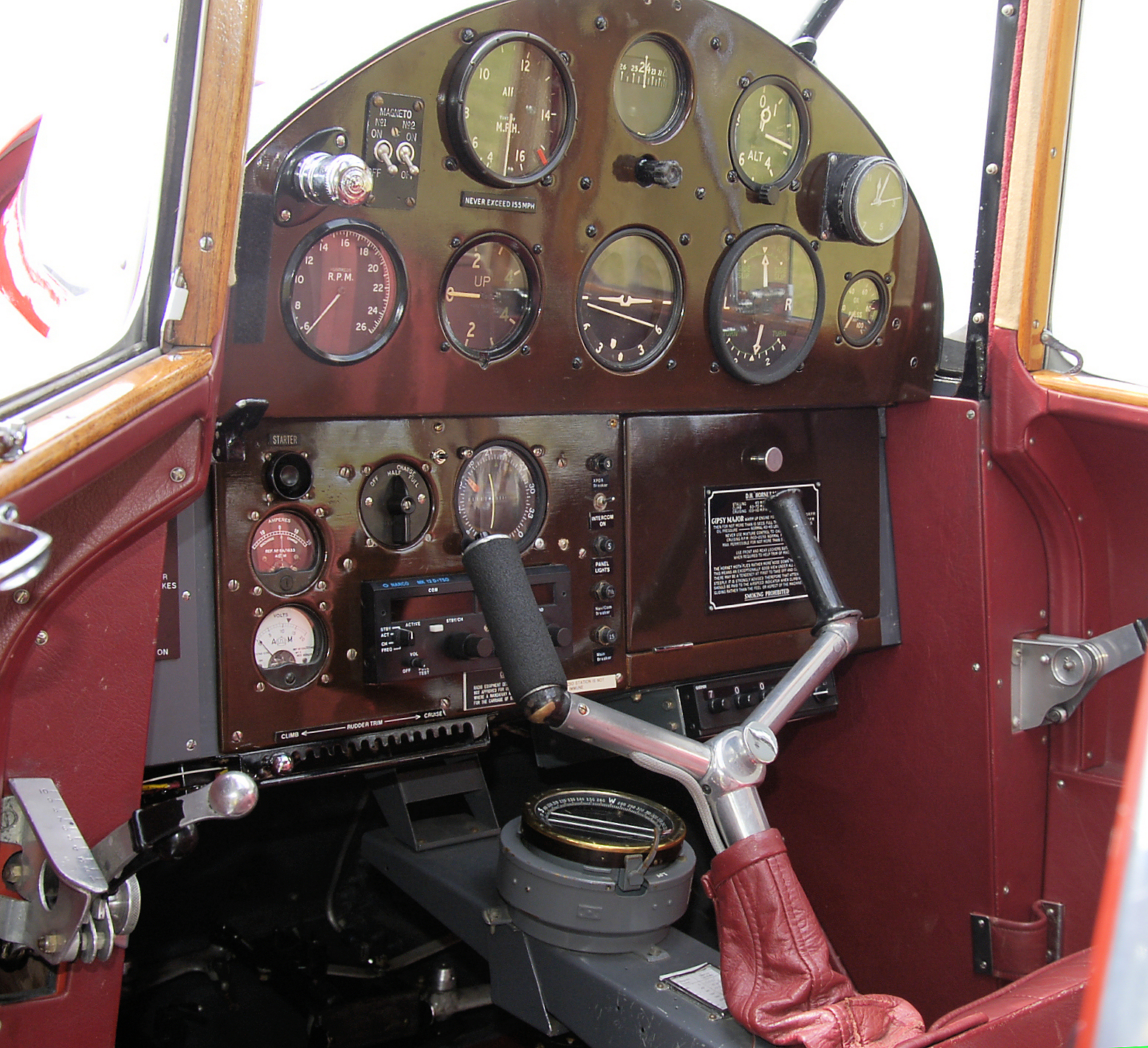
1936 de Havilland Hornet Moth

У кабіні знаходяться пілотажні прилади на інструментальній панелі, а також органи керування літаком. У більшості авіалайнерів, двері відокремлюють кабіну від салону для пасажирів. Після атак 11 вересня  2001, всі провідні авіакомпанії укріпили кабіни екіпажу від викрадачів.

## Ергономіка
Першим аеропланом з закритою кабіною став Avro Type F, який побудували у 1912; проте, протягом початку 1920-х більшість пасажирських літаків мали відкриті кабіни для екіпажу та закритий салон для пасажирів. Військові біплани та перші одномоторні винищувачі і штурмовики також мали відкриті кабіни, деякі залишалися такими до кінця Другої світової війни коли нормою стали закриті кабіни.
Найбільшою проблемою закритих кабін був матеріал ліхтаря кабіни. До появи органічного скла у 1933, вікна робили з безпечного скла, яке було важким, або з нітроцелюлози, яка швидко жовтіла і добре горіла. У середині 1920-х багато виробників літаків почали використовувати закриті кабіни. Першими літаками з закритими кабінами були: 1924 — Fokker F.VII, 1926 — німецький транспортний Junkers W 34, 1926 — Ford Trimotor, 1927 — Lockheed Vega, Spirit of St. Louis і пасажирський літак випущений компаніями Douglas та Boeing протягом 1930-х. Літаки з відкритими кабінами майже зникли до середини 1950-х, окрім тренувальних, сільськогосподарських та саморобних літаків.
Вікна кабін можуть мати сонячні щитки. Більшість кабін мають віконця, які можна відкривати коли літак на землі. Майже всі вікна на великих літаках мають антиблікове покриття і внутрішній нагрівальний елемент для розтоплення льоду. Менші літаки можуть мати прозорі ліхтарі кабіни.
У більшості кабін контрольна колонка пілота або джойстик розташований в центрі (штурвал), крім того у деяких військових реактивних літаках є бокова ручка керування знаходиться праворуч. У деяких комерційних літаках (наприклад: Airbus—який розроблений за концепцією дисплея-кабіни) обидва пілоти мають бокові ручки керування які розташовані з обох боків, ручка командира ліворуч, а другого пілота — праворуч.
За винятком деяких вертольотів, праве місце у кабіні літального апарата зазвичай призначується для другого пілота. Ліве місце зазвичай для командира або пілота, він може керувати ручкою управління двигуном (РУД) та іншими приладами праворуч від нього. Традиція збереглася і донині, а другий пілот праворуч.
Схема пілотської кабіни, особливо у військових реактивних літаків, стала стандартною, як для літаків, так і для виробників та навіть країн. Важливим покращенням стала поява схеми «Basic Six», пізніше «Basic T», розроблені у 1937 для Королівських ВПС, створені для спрощення пошуку потрібного приладу пілотом.
Ергономіка є важливою у розробці сучасних кабін. Розташування та функціонування дисплеїв керування кабіни зроблено таким чином щоб пілот отримував інформацію про ситуацію без перевантаження нею. У минулому, багато пілотських кабін, особливо у винищувачів, були розраховані на невеликих пілотів. Зараз, кабіни призначені для розміщення від 1-го процентиля жіночого фізичного розміру до 99-го процентиля чоловічого розміру.
У конструкції кабіни військових реактивних літаків, традиційні «ручки і циферблати», які є характерними для кабін, в основному відсутні. Панелі приладів зараз майже повністю замінені на електронні дисплеї, тому часто внутрішній простір перероблений. Незважаючи на те, що деякі жорсткі дротові спеціалізовані перемикачі все ще використовуються з міркувань цілісності та безпеки, багато традиційних елементів керування замінюються багатофункціональними програмованими елементами керування або так званими «програмними клавішами». Органи керування встановлені на штурвалі та РУД щоб пілот міг підтримувати положення голови та очі — принцип керування літальним апаратом за допомогою дросельного важеля і ручки управління або HOTAS,. Ці органи керування можуть бути доповнені нашоломною системою прицілювання або прямим голосовим введенням. Розвиток слухових дисплеїв дозволяє отримувати інформацію про статус літака за допомогою прямого голосового виводу та просторової локалізації попереджувальних звуків для поліпшення моніторингу за системами повітряного судна.
Розміщення панелей керування сучасними лайнерами стало значною мірою уніфікованим по всій галузі. Наприклад, більшість системних елементів керування (таких як, електрика, паливо, гідравліка та тиск), як правило, розташовуються згори на верхній панелі. Радіоприлади, як правило, розміщуються на панелі між сидіннями пілота, який має назву п'єдестал[уточнити]. Пристрої автоматичного керування польотом, такі як автопілот, зазвичай розташовують під вітровим склом і над головною панеллю приладів на світлозахисному екрані. Основною концепцією конструкції кабіни є так звана Design Eye Position (конструкція позиції спостерігача) або «DEP», тобто точка, з якої можна побачити всі дисплеї.
Більшість сучасних кабіни також мають якісь інтегровані системи попередження.
У 2013 у порівняльному вивченні ряду нових методів взаємодії літак-користувач, сенсорний екран отримав найбільшу кількість «найкращих балів».

## Польотні інструменти

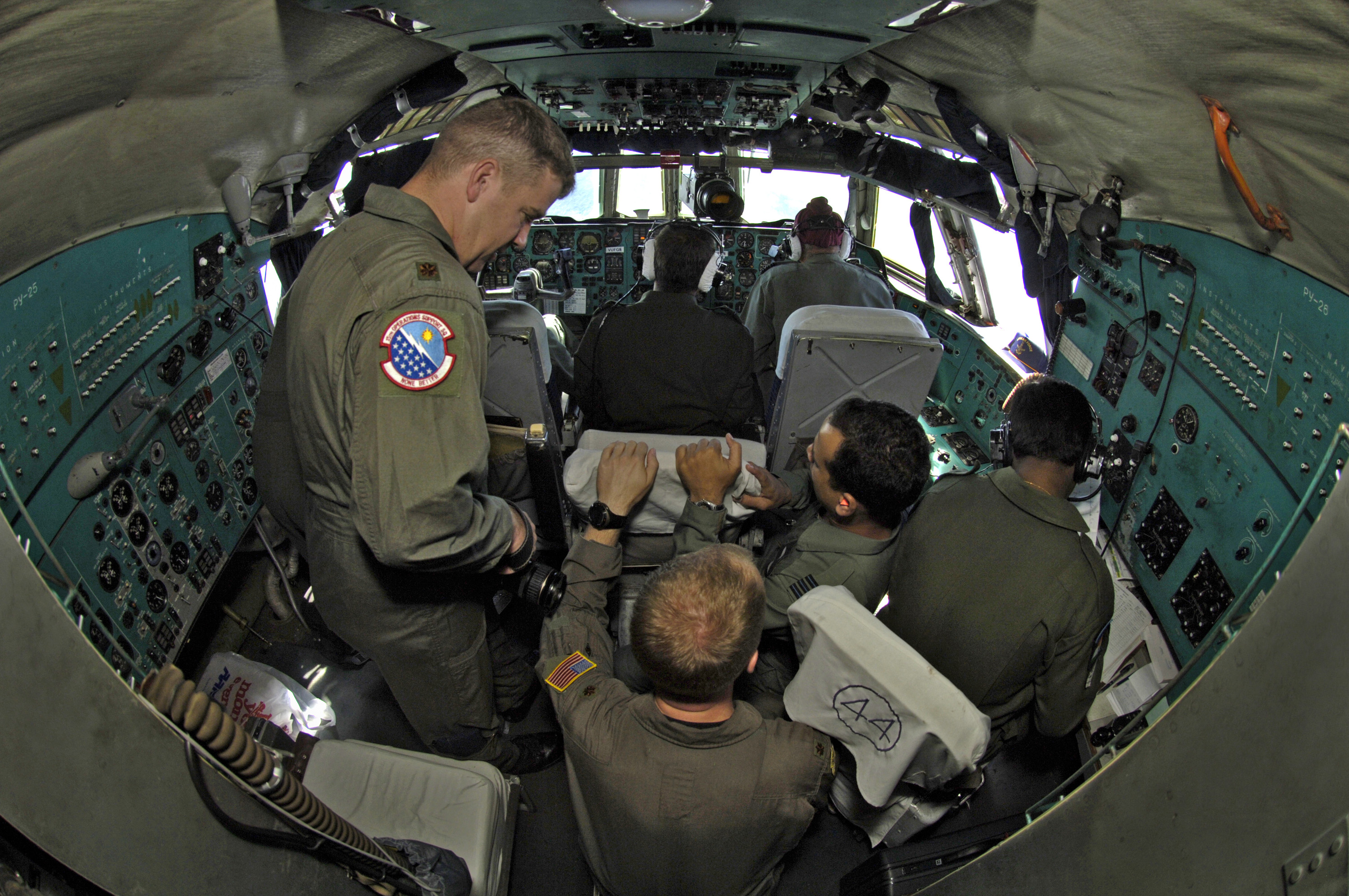
Пілоти ВПС США та Індії співпрацюють у літаку Іл-76

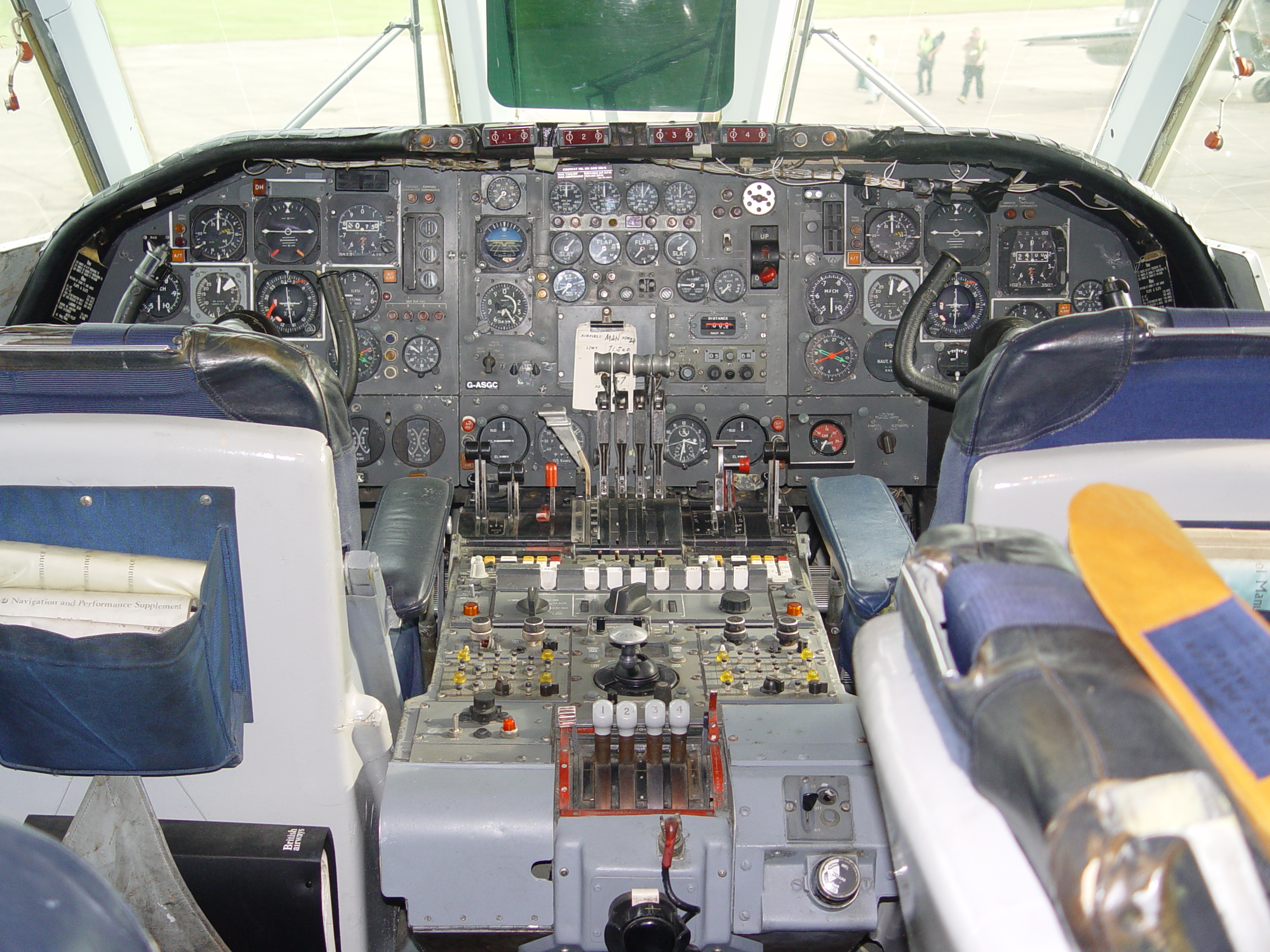
Кабіна Vickers VC10 1960-х

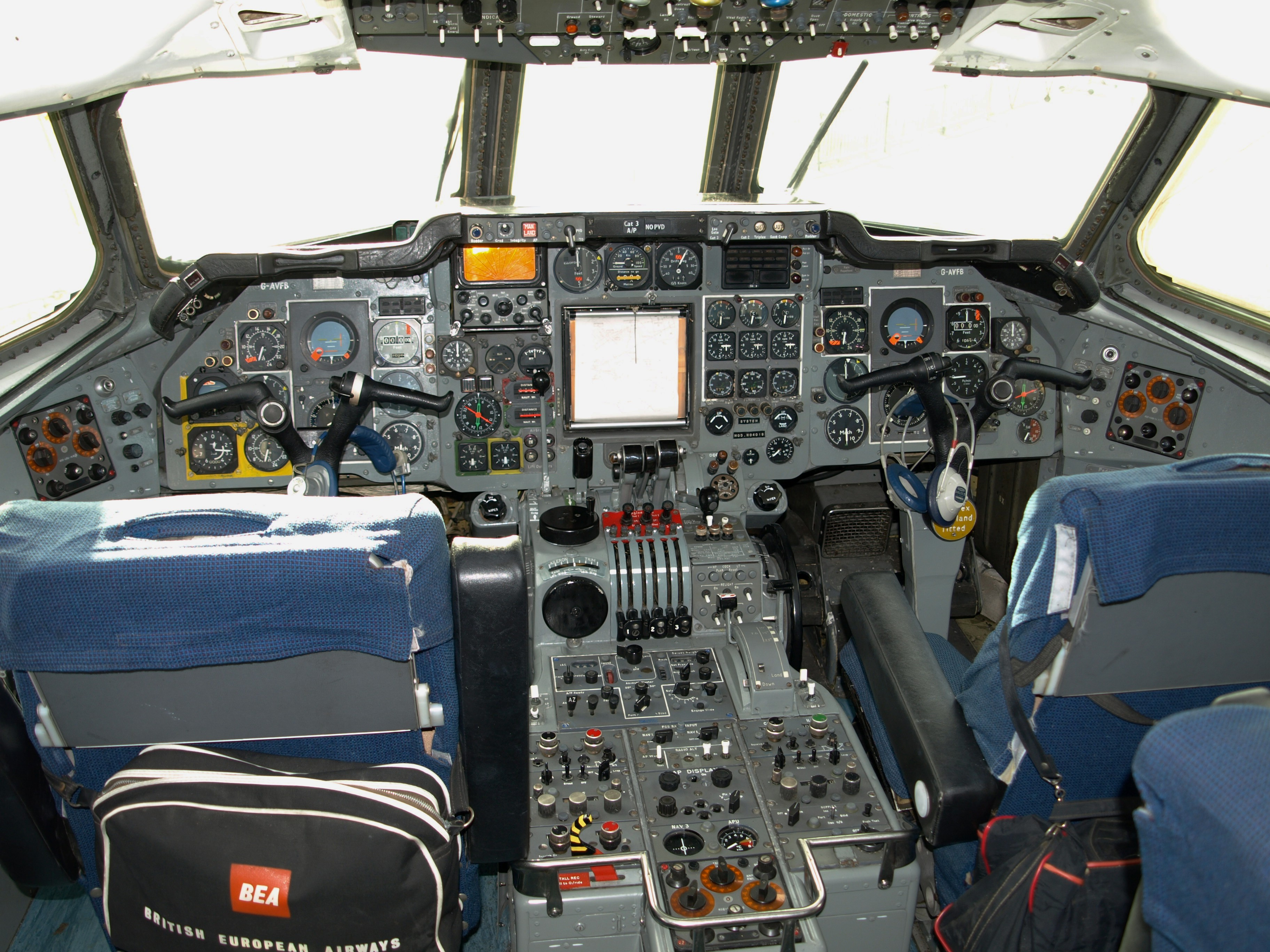
Аналогова кабіна (1970-ті роки) авіалайнера Hawker Siddeley Trident

У сучасних електронних кабінах, електронні пілотажні прилади складаються з ПКР, ОПД, НД, СІДОЕ, СКП/БК та резервних приладів.

### ПКР
Панель керування режимом (ПКР) зазвичай довга вузька панель, розташована в центрі перед пілотом, може використовуватися для керування напрямку, швидкістю, висотою, вертикальною швидкістю, вертикальною навігацією та бічною навігацією. За допомогою цієї панелі можна також керувати автопілотом та автодроселем. Панель у цій області зазвичай називають «світлозахисною панеллю». MCP є позначенням Boeing (яке було прийнято неформально як загальна назва одиниці/панелі) для одиниці, яка дозволяє вибирати та встановлювати параметри різних функцій автопілоту, та ж одиниця на літаку Airbus називається FCU (блок управління польотом).

### ОПД
Основний польотний дисплей (ОПД) зазвичай розташований на помітній позиції, або в центрі, або по обидва боки кабіни. У більшості випадків вона має цифрові індикатори відношення, швидкості руху та висотної індикації (як правило, у вигляді стрічки) та індикатора вертикальної швидкості. У багатьох випадках він маж індикатор напряму та індикатори відхилення ILS/VOR. У багатьох випадках буде знаходитися індикатор використання системи автопілота, а також індикатори встановлених висоти, швидкості, вертикальної швидкості та напряму. Пілот може перемикатися на навігаційний дисплей.

### НД
Навігаційний дисплей (НД), може бути суміжним з ОПД, показує шлях та інформацію про наступну точку маршруту, швидкість вітру та напрям вітру. Пілот може перемикати його на основний польотний дисплей.

### СІДОЕ/ЕЦМЛ
Система індикації двигуна та оповіщення екіпажу (СІДОЕ) (використовує Boeing) або Електронний централізований монітор літака (ЕЦМЛ) (на Airbus) дозволяють пілотам отримувати інформацію: значення для N1, N2 та N3, температуру палива, витрата палива, електрична система, температуру та тиск у кокпіті або кабіні пасажирів, поверхні керування тощо. Пілот може обирати дисплей за допомогою кнопок.

### СКП
Система керування польотом/блок контролю (СКП/БК) використовується пілотом для введення і перевірки наступної інформації: план польоту, контроль швидкості, контроль навігації тощо.

### Резервні прилади
У менш помітній частині кабіни, у разі виходу з ладу інших приладів, буде запущена резервна інтегрована система приладів з батареєю разом із магнітним компасом, який показує важливу інформацію про літак, таку як швидкість, висота, відношення та напрям.

## Технології аерокосмічної промисловості
Федеральне управління цивільної авіації США (ФУЦА) та Національне управління з аеронавтики і дослідження космічного простору (НАСА) досліджували ергономічні аспекти конструкції кокпіта і провели розслідування авіаційних катастроф. Порядок конструювання кокпіту складається з когнітивної науки, нейронауки, людино-машинної взаємодії, ергономіки та антропометрії.
Конструкції літаків прийняли повністю цифрову «скляну кабіну». У таких конструкціях інструменти та вимірювальні прилади, включаючи дисплеї навігаційної карти, використовують мову розмітки інтерфейсу користувача, відому як ARINC 661. Цей стандарт визначає інтерфейс між незалежною системою дисплея кабіни, яка в основному виробляється одним виробником, а обладнання авіоніки та користувацьких додатків потребує підтримки за допомогою дисплеїв та елементів керування, часто вироблених різними виробниками. Поділ між загальною системою відображення і додатками, які керують ними, дозволяє мати спеціалізацію та незалежність.